# Patrick J. Adams
Patrick Johannes Adams (Toronto, Ontario, 27 de agosto de 1981) es un actor y director canadiense. Es conocido por interpretar a Mike Ross en la serie de televisión de la cadena USA Network, Suits.

## Biografía
Adams nació en Toronto, Canadá. Asistió al colegio Northern Secondary School.
A los 9 años, él y sus padres se mudaron a Londres.
Tras el divorcio de sus padres y con 19 años, Adams se mudó de Toronto, Canadá a Los Ángeles, Estados Unidos. Allí asistió a la Universidad del Sur de California, donde obtuvo un pregrado en teatro.
En 2004 ganó el premio Jack Nicholson, e inmediatamente después empezó a trabajar en la obra de teatro La cabra o ¿quién es Sylvia?, del dramaturgo Edward Albee.

## Carrera
Televisión
Adams apareció en episodios de las series Cold Case y Jack & Bobby, y desde entonces ha tenido papeles en series como Lost, Friday Night Lights, Without a Trace, Commander in Chief, Heartland, Ghost Whisperer, NCIS, Cupid y Raising the Bar. En 2008 interpretó a unos gemelos en el piloto de la ABC, Good Behavior del productor ejecutivo Rob Thomas. En 2009 fue contratado para interpretar al protagonista masculino en el drama The Dealership, que protagonizó junto a Tricia Helfer y William Devane.
Adams fue estrella invitada en la serie de ABC Family Pretty Little Liars, en el quinto episodio "Reality Bites Me", donde interpretó a Hardy, un amigo de la universidad de Ezra Fitz (Ian Harding). 
Desde 2011 interpreta a Mike Ross en Suits, serie de USA Network que coprotagoniza junto a Meghan Markle después de haber sido despedido del piloto de la NBC Friends With Benefits. En 2012 apareció la serie de televisión de HBO Luck como Nathan Israel, un personaje recurrente.
El 10 de diciembre de 2013, fue anunciado que participaría como invitado en la segunda temporada de la serie Orphan Black donde interpreta a Jesse.
Cine
Su trabajo en cine incluye papeles secundarios en Old School y Two: Thirteen, y como protagonista en Weather Girl y Rage, filme competidor el Festival de Berlín de 2009, dirigido por Sally Potter.
El 20 de enero de 2014 se anunció que Adams sería el protagonista masculino de la miniserie de la NBC Rosemary's Baby, junto a Zoe Saldaña y Jason Isaacs.
El 31 de marzo de 2016 se reveló que aparecería como estrella invitada en la serie Legends of Tomorrow interpretando a Rex Tyler (Hourman). El personaje de Adams aparece por primera vez en el final de la primera temporada y será visto de forma recurrente durante la segunda temporada.

## Filmografía
| Cine       | Cine                           | Cine                     | Cine |
| Año        | Película                       | Rol                      | Notas |
| ---------- | ------------------------------ | ------------------------ | --- |
| 2001       | For the Record                 | Patrick                  | Cortometraje |
| 2003       | Old School                     | Patch                    | |
| 2005       | Façade                         | Harry, Seth              | |
| 2007       | Walk Hard: The Dewey Cox Story | The Kid                  | Sin acreditar |
| 2008       | The Butcher's Daughter         | Ellis McArthur           | Cortometraje |
| 2008       | 3 Days Gone                    | Doug Corss               | Cortometraje |
| 2008       | Extreme Movie                  | Voz                      | |
| 2009       | Two: Thirteen                  | Carter Pullman (19 años) | |
| 2009       | Weather Girl                   | Byron                    | |
| 2009       | Rage                           | Dwight Angel             | |
| 2009       | The Waterhole                  | Miller                   | |
| 2011       | 6 Month Rule                   | Julian                   | |
| 2013       | The Come Up                    | Steve                    | Cortometraje |
| 2015       | Car Dogs                       | Mark Chamberlain         | |
| 2015       | Ruthless                       | Calvin Cartwright        | Cortometraje |
| 2018       | Clara                          | Dr. Isaac Bruno          | Protagonista |
| 2023       | He Went That Way               | Saul                     | |
| Televisión |                                |                          | |
| Año        | Título                         | Rol                      | Notas |
| 2004       | Jack & Bobby                   | Matt Kramer              | 1 episodio |
| 2004       | Cold Case                      | Dean Lang (1953)         | 1 episodio |
| 2004       | Strong Medicine                | Brandon                  | 1 episodio |
| 2005       | Close to Home                  | Paul the Paralegal       | 1 episodio |
| 2005       | Christmas in Boston            | Seth                     | Película para TV |
| 2006       | Orpheus                        | Barry                    | Película para TV |
| 2006       | Numb3rs                        | Adam Bennett             | 1 episodio |
| 2006       | Commander in Chief             | Colin James              | 2 episodios |
| 2006-2007  | Friday Night Lights            | Connor Hayes             | 2 episodios |
| 2007       | Without a Trace                | Adam Clark               | 1 episodio |
| 2007       | Lost                           | Peter Talbot             | 1 episodio |
| 2007       | Heartland                      | Henry Gilliam            | 1 episodio |
| 2008       | Good Behavior                  | Van/Haden West           | Película para TV |
| 2008       | NCIS                           | Tommy Doyle              | 1 episodio 6x06 |
| 2009       | The Dealership                 | Jack Carson              | Película para TV |
| 2009       | Ghost Whisperer                | Linus Van Horn           | 1 episodio |
| 2009       | Cupid                          | Joe Adams                | 1 episodio |
| 2009       | Lie to Me                      | Lou Nemeroff             | 1 episodio |
| 2009       | Raising the Bar                | James Parsons            | 1 episodio |
| 2010       | FlashForward                   | Ed                       | 1 episodio |
| 2010       | Pretty Little Liars            | Hardy                    | 1 episodio |
| 2011-2017  | Suits                          | Mike Ross                | Protagonista Nominado - Screen Actors Guild Award 2012 (Interpretación destacada de un actor en una serie de drama) |
| 2012       | Luck                           | Nathan Israel            | 4 episodios |
| 2014-2015  | Orphan Black                   | Jesse                    | 2 episodios |
| 2014       | Rosemary's Baby                | Guy Woodhouse            | Miniserie, 4 episodios                                                                                              |
| 2016       | DC's Legends of Tomorrow       | Rex Tyler/Hourman        | 2 episodios |

## Vida privada
Adams empezó una relación sentimental con la actriz estadounidense Troian Bellisario en 2009, después de conocerse en la obra Equivocation en la que ambos participaron. La pareja rompió en 2010, antes de la aparición de Adams en la serie Pretty Little Liars que protagonizaba Bellisario. Desde el 2010 mantuvieron una relación que terminó con su compromiso matrimonial en 2014. La pareja se casó el 10 de diciembre de 2016 en California, Estados Unidos. Tuvieron a su primera hija, Aurora, en octubre de 2018. El 15 de mayo de 2021 nació su segunda hija, Elliot Rowena Adams.